# NGC 6746
NGC 6746 је елиптична галаксија у сазвежђу Паун која се налази на NGC листи објеката дубоког неба.
Деклинација објекта је - 61° 58' 6" а ректасцензија 19h 10m 22,3s. Привидна величина (магнитуда) објекта NGC 6746 износи 12,1 а фотографска магнитуда 13,1. Налази се на удаљености од 58,325 милиона парсека од Сунца. NGC 6746 је још познат и под ознакама ESO 141-29, IRAS 19058-6202, PGC 62852.